# Cantón de Les Abymes-5
El cantón de Les Abymes-5 era una división administrativa francesa, que estaba situada en el departamento de Guadalupe y la región de Guadalupe.

## Composición
El cantón estaba formado por una fracción de la comuna que le daba su nombre:
- Les Abymes (fracción)

## Supresión del cantón de Les Abymes-5
En aplicación del Decreto nº 2014-235 de 24 de febrero de 2014, el cantón de Les Abymes-5 fue suprimido el 22 de marzo de 2015 y la fracción de la comuna que le daba su nombre se unió con las demás para que, por medio de una reestructuración cantonal, fueran creados los nuevos cantones de Les Abymes-1, Les Abymes-2 y Les Abymes-3.